# Notre-Dame-du-Hamel

Notre-Dame-du-Hamel este o comună în departamentul Eure, Franța. În 1 ianuarie 2022 avea o populație de 188 de locuitori.